# Wiedemannia tiburica
Wiedemannia tiburica är en tvåvingeart som beskrevs av Wagner och Cobo 2001. Wiedemannia tiburica ingår i släktet Wiedemannia och familjen dansflugor.
Artens utbredningsområde är Spanien. Inga underarter finns listade i Catalogue of Life.